# アイス・エイジ (ビデオゲーム)
アイス・エイジ (Ice Age) は、映画『アイス・エイジ』を原作としたコンピュータゲーム。ゲームボーイアドバンス用に、2002年にリリースされた。
開発はA2M(現：Behaviour Interactive)が担当し、販売はユービーアイソフトが行った。
ゲームボーイアドバンス以外にもPlayStation 2やニンテンドー ゲームキューブ、Xbox向けのソフトも開発されていたがキャンセルされた。

## 概要
シドまたはマニーを操作して、できるだけたくさんナッツを集めるアクションゲーム。全10レベル。

## 評価
このゲームにおける評論家からの批評は厳しいものだった。